# Seattle's Best Coffee

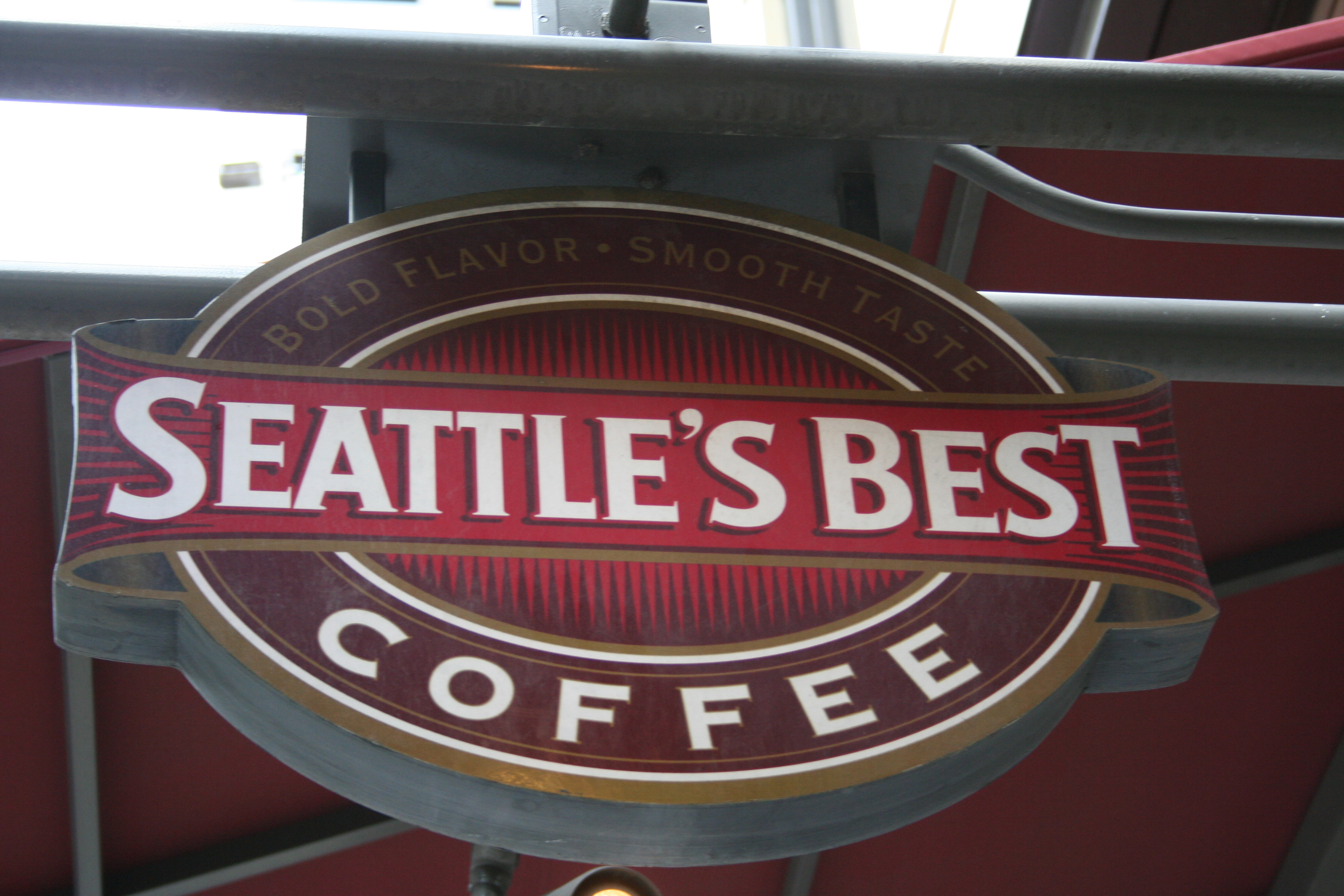
Logo kawiarni Seattle's Best Coffee.

Seattle's Best Coffee – marka kawiarni należąca do Nestlé, której siedziba mieści się w Vevey, w kantonie Vaud, w Szwajcarii. Focus Brands jest właścicielem praw franczyzowych dla kawiarni tej marki na rynki międzynarodowe. Założona została w 1968 roku przez Jima Stewarta. Należała kiedyś do funduszu AFC Enterprises. Firma posiada swoje kawiarnie w Stanach Zjednoczonych i Kanadzie. Jest to bardziej przystępna cenowo wersja Starbucksa, do której ta marka kiedyś należała.